# 迈克尔·乔治斯·萨辛
迈克尔·乔治斯·萨辛（英語：Michel Georges Sassine）是一位黎巴嫩政治家。他作为贝鲁特阿什拉斐叶区的代表，连续担任黎巴嫩议会议员24年（1968-1992年）。他曾经多次担任副总理，副议长和内阁部长职务。并建立了住房和合作社部，被委任以劳动部长、旅游部长等七项政府部门正职。在他的政治生涯中，他以极强的职业道德和反腐败原则而闻名。 他在1970年的总统选举 和1990年的“塔伊夫协定”等历史性的转折点都扮演了重要角色。

## 个人生活
萨辛出生在阿什拉斐叶区一个优渥的希腊东正教家庭，父母是乔治斯·萨辛和劳丽丝·布斯特罗斯。年少时父亲过世，萨辛承担了照顾四位兄弟姐妹（包括一对双胞胎）的责任。而后萨辛带领自己的家庭一同进入政坛，并与他的兄弟皮埃尔和约瑟夫一起将自己的家庭都奉献给了整个黎巴嫩社会。

## 1968年议会选举
1968年，迈克尔·萨辛第一次参与黎巴嫩议会议员选举，争得首都贝鲁特的希腊东正教席位。作为无党派人士，萨辛与纳斯里·马阿鲁夫并肩作战，战胜了谢赫皮埃尔·贾迈伊勒领导的有政府和外交大臣福阿德·布特罗斯支持的联盟赢得了选举。

## 1970年总统选举
在黎巴嫩历史上最焦灼也是最有争议的总统选举中，苏莱曼·弗朗吉亚凭借一票的优势，于1970年8月17日被议会选举为黎巴嫩共和国总统。 在90年代初的黎巴嫩政坛，在经历了谢哈布派长达十二年的执政（包含1958-1964年的福阿德·谢哈布政府以及1964-1970年的查尔斯·贺卢政府）后，这次总统选举对于未来的黎巴嫩政治走向异常重要。这场选举中两个主要的候选人分别是谢哈布派支持的时任中央银行行长埃利亚斯·萨尔基斯，以及反对派支持的苏莱曼·弗朗吉亚。
在第三轮投票环节，弗朗吉亚仅比萨尔基斯多出一票。时任议长，谢哈布派的萨布里·哈马达拒绝在这样具争议性的投票结果面前，宣布总统归属，并径直走出了议会。作为副议长的迈克尔·萨辛继而走上前，承担了议长的责任，宣布了弗朗吉亚成为新一任总统，从而避免了国家陷入政治真空，挽救了黎巴嫩的命运。
在弗朗吉亚任期的1972至1975年内，萨辛轮换在四个政府部门担任部长及副总理职务。

## 与卡米勒·夏蒙总统的关系
迈克尔·萨辛最初是作为无党派人士被选入议会，而且其政治生涯里始终未加入过任何党派。但是，他与时任总统卡米勒·夏蒙有十分亲密的政治及个人关系，并在1990年夏蒙之子丹尼去世前，在黎巴嫩自由国民党（Al Ahrar）中 扮演了举足轻重的角色。

## 在塔伊夫协定中的角色
萨辛是宣布结束黎巴嫩内战的“塔伊夫协定”的签署人。 在1989年10月22日议会签署协定并于1989年11月4日通过协定的过程中，他一直是议会的副议长。在塔伊夫协定签署前，萨利姆·胡斯与奥马尔·卡拉米政府执政时期（1990-1992年），萨辛也被委任以副总理及劳动部长职务。

## 其他成就
- 全权行使副总理和副议长的权力：因为萨辛在黎巴嫩教派系统中占据了分配给希腊东正教的最高职位，所以他是为数不多的充分利用这份为象征性意义而设置的职位的人之一。 除了他在1970年的总统选举中扮演的角色之外，他多次担任议会议长，并多次率领议会通过重大改革。由于强有力的政治支持和个人品格，萨辛才得以行使希腊东正教副职的职责。
- 使十三位黎巴嫩人免于几内亚处刑：七十年代初，十三名黎巴嫩人在几内亚因企图参与政变推翻总统艾哈迈德·塞古·杜尔而被判处死刑。由于行刑将在逮捕一周后执行，而众多调解尝试均告失败，苏莱曼·弗朗吉亚总统命令时任副总理的迈克尔·萨辛赴几内亚执行紧急外交任务。萨辛成功进行了干预，最终塞古·杜尔同意特赦，并将所有十三名黎巴嫩被拘留者交由萨辛带回黎巴嫩。[9][5]

## 补充阅读
- Michel Sassine biography (Arabic Version): https://www.scribd.com/doc/53686385/Michel-Sassine-Biography-draft-version （页面存档备份，存于）
- Background notes on Lebanon and list of 1990 government ministers https://web.archive.org/web/20160303185312/http://dosfan.lib.uic.edu/ERC/bgnotes/nea/lebanon9012.html
- Two additional pictures of Deputy Speaker Michel Sassine announcing the election of Sleiman Frangieh as President of Lebanon in 1970:   http://img163.imageshack.us/img163/7387/sassinefranjieh.jpg （页面存档备份，存于）,    http://img573.imageshack.us/img573/6040/michelsassinevssabriham.jpg （页面存档备份，存于）
- Documentary on Camille Chamoun in 39 episodes - see Michel Sassine throughout episodes 26 and beyond https://www.youtube.com/watch?v=WSnl-iFWY2w （页面存档备份，存于）
- See video of Parliament voting on Taef Agreement, including Sassine at https://www.youtube.com/watch?v=nHGJymb_PiM （页面存档备份，存于）
- Three articles on Sassine Square: https://web.archive.org/web/20110904132415/http://www.assabil.com/documents/pdfs/ASSABIL_SassRep2_preview.pdf; http://www.aawsat.com/details.asp?section=41&article=593622&issueno=11663 （页面存档备份，存于）; http://www.yabeyrouth.com/pages/index3646.htm （页面存档备份，存于）
- Interview with Former Ashrafieh MP Michel Sassine on the history of Ashrafieh and how it evolved through time: https://www.scribd.com/doc/77669439/Interview-on-the-History-of-Achrafieh-with-HE-Michel-Sassine-Dec-2011 （页面存档备份，存于）
- See Michel Sassine in Who's who in the Middle East and North Africa  （页面存档备份，存于）